# Puente de Bosideng
El puente de Bosideng (en chino, 波司登长江大桥; pinyin, bōsīdēng chángjiāng dàqiáo; literalmente, ‘gran puente del Yangtsé de Bosideng’), es un puente de carretera (G93, Autopista de circunvalación de Chengyu) de China que atraviesa el río Yangtsé en el condado de Hejiang, ciudad-prefectura de Luzhou, provincia de Sichuan.·.
Se inauguró en 2012 siendo en ese momento el tercer puente en arco más grande del mundo por longitud del vano principal (530 m), además del más largo más largo en CFST (acrónimo en inglés, por concrete filled steel tubular, lit. 'tubos de acero rellenos de hormigón') (puestos que conserva en 2018). Tiene una longitud total de 841 m  y un ancho de 30,6 m.